# A tűz jegyében
Az A tűz jegyében az Ossian együttes 2013-ban megjelent tizenkilencedik stúdióalbuma. 2 év után jelentkezett új lemezzel az együttes, amely hosszú idő után az első amit nem Küronya Miklóssal vettek fel, hanem új hangmérnökkel (Varga Zoltán) dolgoztak. Egyben ez az első album az új dobossal (Kálozi Gergely), és az utolsó album, amelyen Wéber Attila is gitározik. A lemez rögtön nagy népszerűségre tett szert a rajongók körében. 2013. május 7-én az együttes a honlapján közzétette, hogy az új album (jelentős részben köszönhetően a zenekarnál megrendelt CD-nek) átlépte az aranylemezes példányszámot. Erre korábban az együttes történetében még nem volt példa.

## Dalok
1. Ezredszer – 5:13
2. Fogadd el magad – 3:22
3. Ha te ott leszel velem – 5:03
4. Miénk a pálya – 4:00
5. Végzetem a kezdettől – 3:33
6. A robot – 3:49
7. A Tűz jegyében – 5:13
8. Szakítópróba – 4:38
9. Életveszély – 3:35
10. Mindig veled – 4:00

## Zenekar
- Paksi Endre – ének, vokál
- Rubcsics Richárd – gitár, kórus
- Wéber Attila – gitár, kórus
- Erdélyi Krisztián – basszusgitár
- Kálozi Gergely – dobok

## Közreműködők
Nagy "Liszt" Zsolt – billentyűs hangszerek
Nachladal Tamás – kórus